# Luca Del Fabbro
Luca Del Fabbro (ur. 7 października 1999 r.) – włoski biegacz narciarski, zawodnik klubu GS FIAMMEGIALLE.

## Kariera
Po raz pierwszy na arenie międzynarodowej pojawił się 28 lutego 2015 roku, podczas zawodów juniorskich w słoweńskiej miejscowości w Rogla, gdzie zajął 2. miejsce na dystansie 7,5 km stylem dowolnym.
W Pucharze Świata jeszcze nie zadebiutował.

## Osiągnięcia

### Mistrzostwa świata juniorów
| Miejsce | Dzień       | Rok  | Miejscowość    | Konkurencja                            | Czas biegu  | Strata      | Zwycięzca               |
| ------- | ----------- | ---- | -------------- | -------------------------------------- | ----------- | ----------- | ----------------------- |
| 10.     | 1 lutego    | 2017 | Soldier Hollow | 10 km stylem dowolnym                  | 23:08,6 min | +59,9 s     | Władisław Wieczkanow    |
| 9.      | 3 lutego    | 2017 | Soldier Hollow | 20 km bieg łączony                     | 49:40,5 min | +1:04,6 min | Władisław Wieczkanow    |
| 7.      | 5 lutego    | 2017 | Soldier Hollow | bieg sztafetowy 4×5 km                 | 49:36,1 min | +4:19,1 min | Norwegia                |
| 11.     | 30 stycznia | 2018 | Goms           | 10 km stylem klasycznym                | 24:58,8 min | +57,3 s     | Jon Rolf Skamo Hope     |
| 14.     | 1 lutego    | 2018 | Goms           | 20 km bieg łączony                     | 58:45,7 min | +2:42,9 min | Harald Østberg Amundsen |
| 6.      | 3 lutego    | 2018 | Goms           | bieg sztafetowy 4×5 km                 | 50:04,2 min | +36,0 s     | Norwegia                |
| 26.     | 22 stycznia | 2019 | Lahti          | 10 km stylem dowolnym                  | 22:34,9 min | +1:26,9 min | Jules Chappaz           |
| 1.      | 24 stycznia | 2019 | Lahti          | 30 km stylem klasycznym (start masowy) | 1:15:16,7 h | —           | —                       |
| 7.      | 26 stycznia | 2019 | Lahti          | bieg sztafetowy 4×5 km                 | 45:34,7 min | +1:08,3 min | Stany Zjednoczone       |

### Igrzyska olimpijskie młodzieży
| Miejsce | Dzień     | Rok  | Miejscowość | Konkurencja              | Czas biegu  | Strata      | Zwyciężczyni          |
| ------- | --------- | ---- | ----------- | ------------------------ | ----------- | ----------- | --------------------- |
| 5.      | 13 lutego | 2016 | Lillehammer | Cross                    | 2:59,56 min | +6,67 s     | Magnus Kim            |
| 12.     | 16 lutego | 2016 | Lillehammer | Sprint stylem klasycznym | 2:55,39 min | —           | Thomas Helland Larsen |
| 10.     | 18 lutego | 2016 | Lillehammer | 10 km stylem dowolnym    | 23:04,8 min | +2:15,7 min | Magnus Kim            |